# Torta paradiso
La torta paradiso o meno comunemente torta del paradiso è un dolce tipico della cucina pavese e della cucina mantovana. Originata a Fosdinovo.

## Storia
La torta paradiso ha antiche origini lombarde e la leggenda vuole che sia stata inventata da un frate erborista della Certosa di Pavia. Il religioso successivamente la propose ai suoi confratelli che, colpiti della bontà del dolce, la chiamarono la "Torta del paradiso". 
Solo nel 1878 il pasticcere pavese Enrico Vigoni, titolare e fondatore della "Pasticceria Vigoni" tutt'oggi esistente nel centro di Pavia, su invito del marchese Cusani Visconti, codificò la ricetta della torta paradiso facendola diventare famosa in tutta la penisola italiana. La Pasticceria Vigoni è divenuta uno dei locali storici d'Italia.
La torta paradiso ottenne un premio a Roma nel 1888 e divenne famosa soprattutto grazie all'Esposizione internazionale di Milano del 1906.
Il dolce è inserita nella lista dei prodotti agroalimentari tradizionali lombardi con il nome "torta del paradiso".

## Preparazione e abbinamenti
È un dolce a pasta soffice e viene servito come dessert, ma anche come dolce da prima colazione oppure da merenda. Lo si accompagna con il caffè, il latte o il tè. Viene realizzato lavorando il burro morbido e chiarificato con lo zucchero a velo e poi le uova, in modo da ottenere un composto gonfio e spumoso, a cui va aggiunta la farina. La farina e la cottura in forno rendono la consistenza soffice. Viene consumata al naturale, spolverata di zucchero a velo. Può essere farcita anche con crema al latte (come nel Kinder Paradiso), marmellata o cioccolata spalmabile e alcune varianti prevedono l'uso di limone grattugiato o arancia.